# کراینو سلو
کراینو سلو (به بلغاری: Krayno selo) یک منطقهٔ مسکونی در بلغارستان است که در شهرستان کاردژالی واقع شده‌است.